# Карлос Вестендорп
Карлос Вестендорп (ісп. Carlos Westendorp y Cabeza, нар. 7 січня 1937, Мадрид) — іспанський дипломат і нинішній діючий Генеральний секретар Мадридського клубу. Верховний представник щодо Боснії й Герцеговини (18 червня 1997 — 18 серпня 1999).

## Політична кар'єра
В 1966 році приєднався до іспанської дипломатичної служби. Після виконання декількох завдань за кордоном (1966—1969: заступник генерального консула в Сан-Паулу, Бразилія; 1975—1979: торгово-економічний радник посольства Іспанії в Гаазі) і в Іспанії (1969—1975: керівник економічних досліджень в дипломатичній школі, Голова технологічних угод в Міністерстві закордонних справ, начальник Кабінету Міністра промисловості) він присвятив більшу частину своєї професійної кар'єри процесам інтеграції Іспанії до Європейських співтовариств.

## Діяльність з 1979—1985 рр
У період з 1979 по 1985 рр. у Міністерстві з Європейських справ, він успішно займав посаду радника Міністра, був начальником особистої канцелярії міністра та Генеральним Секретарем. У 1986 році, коли Іспанія вступила в ЄС, Вестендорп був призначений першим Постійним представником. Він очолював Комітет постійних представників протягом першого головування Іспанії в ЄЕС в 1989 році.

## Активна робота з 1991—2003 рр
З 1991 по 1995 рр. — секретар Іспанії у справах Європейського Союзу. У грудні 1995 року він був призначений Міністром закордонних справ і обіймав цю посаду аж до кінця правління уряду Феліпе Гонсалеса. В липні 1996 року призначений Постійним Представником Іспанії при Організації Об'єднаних Націй у Нью-Йорку.
З 1997 по 1999 рр. став Високим Представником Міжнародного Співтовариства в Боснії і Герцеговині. За його проханням, Боннська конференція довірила йому прийняти необхідні рішення для реалізації мирних угод (прапор, національний гімн, єдина валюта, загальні номерні знаки, закони про громадянство і т. д.)
У 1999 році Карлос Вестендорп був обраний членом Європейського парламенту та представляв Іспанську Соціалістичну Робітничу Партію (ІСРП). Він знаходився на службі як голова комітету з питань промисловості, торгівлі, енергетики та науки до 2003 року.

## Нинішній час
На даний час він є головним радником Феліпе Гонсалеса, Головою Групи відображення майбутнього Європи, утвореною главами держав і урядів ЄС, з метою допомогти ЄС в передбаченні та вирішенні завдань, які поставлені в період 2020—2030 рр.
Він є президентом Вестендорпської Міжнародного приватної консалтингової компанії. Постійно виступає на конференціях та лекціях, написав статті і книги присвячені європейським справам, за які і був нагороджений премією журналістики Сальвадора де Мадаріга.